# Geologia da Arábia Saudita
A geologia da Arábia Saudita inclui rochas ígneas e metamórficas do embasamento pré-cambriano, expostas em grande parte do país. As continuações sedimentares espessas do Fanerozóico (incluindo arenito, anidrita, dolomita, calcário, chert e marl) abrangem grande parte da superfície do país.

## História geológica, estratigrafia e tectônica

### Mesozoico (251-66 milhões de anos atrás)
O Triássico começa com o calcário de águas rasas da Formação Khuff e sobe por 500 m de calcário jurássico e xisto marinho, sobreposto por rochas ricas em fósseis do final do Jurássico e início do Cretáceo. Rochas jurássicas formam grande parte da escarpa no centro da Arábia Saudita, embora sedimentação descontínua levou à deposição de calcarenita e anhydrite. As camadas alternadas da Formação Árabe tomaram forma durante o tempo e possuem extensos recursos de petróleo e gás.